# Alfred Zech
Alfred Zech, también conocido como Alfred Czèch (Goldenau, Alta Silesia, República de Weimar, 12 de octubre de 1932-Kleinglattbach, Renania del Norte-Westfalia, Alemania, 13 de enero de 2011[cita requerida]), fue un niño soldado y posteriormente constructor alemán de ascendencia polaca, famoso por haber sido condecorado con la Cruz de Hierro al final de la Segunda Guerra Mundial.

## Vida
Zech nació el 12 de octubre de 1932 en Goldenau, Alta Silesia, República de Weimar (actual Złotniki, Voivodato de Opole, Polonia) y, cuando era niño, se unió al Deutsches Jungvolk. A principios de 1945, Goldenau fue atacado por elementos avanzados del Ejército Rojo. Zech, que entonces tenía 12 años, fue testigo de una docena de soldados alemanes heridos por una granada de mano. Contra las órdenes de su madre, se hizo con el vehículo de la granja de su padre y lo condujo a toda velocidad hasta donde los hombres heridos habían sido atrapados por el fuego soviético, transportando a ocho de ellos a un lugar seguro. Zech luego hizo un viaje de regreso para rescatar a los cuatro hombres que quedaron. Además en su vida, nunca se conto si Zech fue al colegio.
Según Zech, un general alemán permaneció en la granja de la familia varios días después del incidente e invitó al niño a viajar a Berlín para una audiencia con Adolf Hitler. Allí, el 20 de abril, durante el cumpleaños de Hitler, se unió a otros miembros del Jungvolk de toda Alemania y fue condecorado por el propio Hitler con la Cruz de Hierro de segunda clase. En un banquete de celebración celebrado esa noche, se le preguntó a Zech si quería regresar a casa o unirse a las fuerzas militares alemanas (Volkssturm) en el Frente. Según Zech, se ofreció como voluntario para el servicio de primera línea.
Una fotografía de Zech siendo inspeccionado por Hitler fue capturada por Buro Laux de la agencia de fotografía del Ministerio de Relaciones Exteriores de Alemania, y luego, a través de Pressens Bild, distribuida a la Associated Press.
Después de un programa de entrenamiento acelerado, Zech se unió a una unidad alemana que luchaba en Freudenthal en lo que actualmente es la Silesia checa. Le dispararon e hirieron en el combate e hicieron prisionero de guerra, pero fue liberado en 1947 a la edad de 14 años. Después de la liberación, caminó los casi 400 kilómetros (250 millas) de regreso a la casa de su familia, al llegar, se enteró de que su padre había caído mientras combatía en el Volkssturm durante su ausencia.

## Vida posterior a la guerra
Zech se casó con una mujer llamada Gertrude y tuvo diez hijos.
Zech se unió al Partido de los Trabajadores Unidos de Polonia para recibir un permiso para emigrar. En 1964, se instaló en Alemania Occidental, donde trabajó como constructor.
Falleció el 13 de junio de 2011 en Kleinglattbach, distrito de Hückelhoven, Renania del Norte-Westfalia, Alemania a los 78 años. Fue enterrado junto con su esposa Gertrude en un pequeño cementerio local en Kleingladbach.